# Wilhelmshöhe (Witten)
Wilhelmshöhe ist ein Ortsteil von Stockum, Witten, in Nordrhein-Westfalen.

## Geschichte

### Erste Nennung
Das Gebiet, das heute den Ortsteil Wilhelmshöhe umfasst, gehörte im Jahre 1823, als das Urkataster aufgestellt wurde, zur Gemeinde Stockum und wurde Aufm Wellersfelden genannt. Landwirtschaft prägte das Ortsbild.

### Umbenennung
Um 1890 entstand in der Gemeinde Stockum der Gedanke, ein Denkmal für den Preußischen König und Deutschen Kaiser Wilhelm I. zu errichten. Da der Gemeinde für ihr Vorhaben jedoch das notwendige Kapital fehlte, wurde am 6. April 1899 das Gebiet Aufm Wellersfelden in Anlehnung an den Namen des Kaisers in Wilhelmshöhe umbenannt.

## Wilhelmshöhe heute
Vorwiegend ein- und zweigeschossige Wohnbebauung findet man in Wilhelmshöhe, allerdings befinden sich dort auch einige der letzten landwirtschaftlich genutzten Felder der Stadt Witten.